# 太安 (西晋)
太安（或作大安；302年十二月－303年）是西晋皇帝晋惠帝司马衷的第六个年号，由司馬乂、司馬穎掌權。共计兩年。

## 纪年
| 太安       | 元年  | 二年     |
| ---------- | ----- | -------- |
| 公元       | 302年 | 303年    |
| 干支       | 壬戌  | 癸亥     |
| 刘尼、张昌 |       | 神凤元年 |
| 成漢       |       | 建初元年 |

## 参看
- 中国年号索引
- 其他时期使用的太安年号